# José Cárcamo Neyra
José Julio Cárcamo Neyra es un agricultor y político peruano. Fue alcalde distrital de Chaparra entre 1984 y 1989, alcalde provincial de Caravelí entre 2003 y 2006 y consejero del Gobierno Regional de Arequipa entre 2011 y 2014.
Nació en Lima, Perú el 30 de septiembre de 1954. Cursó sus estudios primarios en la localidad de Achanizo, distrito de Chaparra, provincia de Caravelí, departamento de Arequipa, y los secundarios en Lima. En 1973 llevó estudios técnicos de mecánica.
Participó en las elecciones municipales de 1983 siendo elegido como alcalde del distrito de Chaparra. Fue reelegido para un periodo adicional en las elecciones de 1986. Posteriormente, en las elecciones municipales del 2002, fue elegido como alcalde provincial de Caravelí al ser candidato de la Alianza Electoral Unidad Nacional por lo que ocupó ese cargo entre el 2003 y 2006. Tentó la reelección este último año sin éxito. Participó en las elecciones regionales del 2010 como candidato a consejero regional por la provincia de Caravelí resultando electo. Durante su gestión fue presidente del consejo en el año 2013. Tentó la reelección a este cargo en las elecciones del 2018 sin éxito.